# Praia da Armação (Búzios)
Vista da Praia da Armação e, ao fundo, a Orla Bardot
A Praia da Armação localiza-se na cidade de Armação dos Búzios, no estado brasileiro do Rio de Janeiro, no Brasil.

## História
A praia localiza-se no centro da localidade, e era antigamente frequentada apenas por pescadores. Entre 1728 e 1768, ali funcionou um entreposto ("armação") de caça às baleias. Enquanto que a praia da Armação era o local onde se localizava a armação baleeira propriamente dita (com reservatórios de óleo de baleia, administração, senzala, etc), a praia dos Ossos era o local onde o processamento das baleias era iniciado, separando-se a carne dos ossos dos animais. A Igreja de Sant'Anna, localizada numa colina entre as praias da Armação e dos Ossos, é a única edificação da época dos tempos da pesca da baleia ainda de pé.

## Características
Barcos de pesca ainda povoam as águas da praia, e na orla é possível ver muitas casas de pescadores antigas restauradas. Grande parte da praia não tem areia, sendo ocupada pela Orla Bardot, assim chamada em homenagem à atriz Brigitte Bardot, que visitou Búzios nos anos 60. A Orla foi reformada em 1999, com a instalação de um calçadão de pedras de Pirenópolis, arborização e monumentos decorativos homenageando a atriz francesa, os pescadores e o presidente Juscelino Kubitschek.
Em frente à praia, próximo à orla, situa-se a Ilha do Caboclo. Na praia localiza-se ainda o pier de onde saem barcos que realizam passeios turísticos.